# 塔氏矛麗魚
塔氏矛麗魚，為輻鰭魚綱鱸形目隆頭魚亞目慈鯛科的其中一種，分布於南美洲法屬圭亞那與巴西之間的Oyapock河流域，體長可達24.5公分，棲息在水流湍急、水淺的溪流，生活習性不明。

## 擴展閱讀
維基物種上的相關：塔氏矛麗魚